# IBU Cup 2025-26
L'IBU Cup 2025-26 sarà la ventottesima edizione del circuito internazionale di secondo livello proposto dall'IBU; il primo livello sarà costituito dalla Coppa del mondo di biathlon 2026.
La stagione inizierà il 2 dicembre a Obertilliach e terminerà l'8 marzo a Lake Placid. I campionati europei di biathlon 2026 di Sjusjøen saranno la sesta tappa del circuito.

## Calendario
| Data                                | Località     | Nazione     | Spec. | Primo | Secondo | Terzo |
| ----------------------------------- | ------------ | ----------- | ----- | ----- | ------- | ----- |
| 2-7 dicembre 2025                   | Obertilliach | Austria     |       |       |         |       |
| 9-14 dicembre 2025                  | Val Ridanna  | Italia      |       |       |         |       |
| 16-21 dicembre 2025                 | Lenzerheide  | Svizzera    |       |       |         |       |
| 6-11 gennaio 2026                   | Arber        | Germania    |       |       |         |       |
| 13-18 gennaio 2026                  | Orsblie      | Slovacchia  |       |       |         |       |
| Campionati europei di biathlon 2026 |              |             |       |       |         |       |
| 27 gennaio-1 febbraio 2026          | Sjusjøen     | Norvegia    |       |       |         |       |
| 3-8 febbraio 2026                   | Sjusjøen     | Norvegia    |       |       |         |       |
| 24 febbraio-1 marzo 2026            | Lake Placid  | Stati Uniti |       |       |         |       |
| 3-8 marzo 2026                      | Lake Placid  | Stati Uniti |       |       |         |       |